# Полиция Швеции
Полиция Швеции (швед. Polismyndigheten ) — совокупность правительственных агентств Швеции, занимающихся вопросами охраны правопорядка. На службе в шведской полиции состоит 28500 человек: 20000 полицейских и 8500 человек гражданского персонала — из которых 39 % составляют женщины. 96 % действующих полицейских состоят в Шведском полицейском союзе (швед. Polisförbundet).
Полиция Швеции состоит из Национального департамента полиции и 21 окружного управления.

## Шведский национальный департамент полиции
Шведский национальный департамент полиции (швед. Rikspolisstyrelsen) — главный административный орган Полиции Швеции. В его подчинении также находится  Шведская национальная криминальная лаборатория. Департамент возглавляет национальный комиссар (швед. Rikspolischefen), назначаемый правительством. В настоящее время эту должность занимает Андеш Торнберг (Anders Thornberg) с 1 февраля 2018 года , вступил в должность с 15 февраля 2018 года . Помимо прочего департамент отвечает за разработку новых методик расследования, технологические и административное обеспечение. Также в ведении департамента находятся подготовка полицейских, которой занимается Национальная полицейская академия.
Национальный департамент полиции включает два подразделения: Национальное бюро расследований и Шведскую службу безопасности

### Национальное бюро расследований
Национальное бюро расследований (швед. Rikskriminalpolisen) занимается борьбой с организованной преступностью во взаимодействии с международными силами. В ведении бюро находятся агентурная работа, пограничный контроль, защита свидетелей, специальная экспертиза и оперативная работа, как самостоятельная, так и во взаимодействии с местными полицейскими органами. Бюро имеет пять подразделений:
- офис главы бюро;
- центральный отдел пограничного контроля;
- отдел международной кооперации;
- отдел расследований;
- отдел специальных операций (в том числе силы оперативного назначения и вертолётная служба).

### Шведская служба безопасности
Шведская служба безопасности (швед. Säkerhetspolisen) занимается предотвращением угроз национальной безопасности, борьбой с терроризмом и охраной правительства. Служба занимается контрразведкой, контртеррористической деятельностью, защитой шведской конституции, охраной объектов и чиновников.

### Региональные  управления
Национальная полиция с 1 января 2015 года реформирована и  вместо 21 управлений округов (ленов) полиции, сформированы семь новых полицейских регионов:Умео (север), Упсала (Митт), Эребру (Бергслаген), Стокгольм (Стокгольм), Гетеборг (запад), Линчепинг (восток) и Мальмё (юг).
Все региональные полицейские Управления несут ответственность перед Национальным департаментом полиции, который, в свою очередь, отвечает непосредственно перед министерством юстиции Швеции.

## Кризисные службы
Для разрешения наиболее сложных кризисных ситуаций шведская полиция располагает специальными отрядами Piketen (аналог американского SWAT) в трёх главных городах страны и национальными силами оперативного назначения (швед. Nationella insatsstyrkan).

## Технические средства

### Авиация

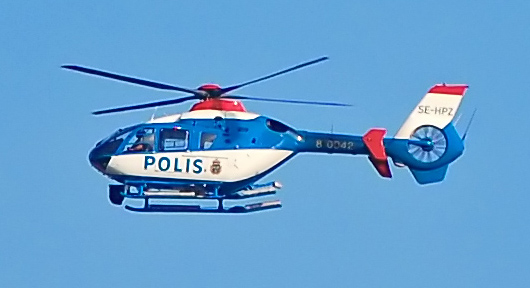
Шведский полицейский вертолёт (Eurocopter EC135 P2).

Шведская полиция располагает несколькими вертолётами поддержки. Основная их задача — наблюдение и поиск. Вертолёты базируются в нескольких городах: Стокгольме, Гётеборге,  Эстерсунде и Будене. Используемая модель — Eurocopter EC-135.

### Наземная техника
Большую часть XX века шведские полицейские автомобили были окрашены в чёрно-белый цвет. В 1990 году цвета изменились на синий и флюоресцирующий жёлтый (так называемые «раскраска баттенберга»). Большинство моделей — Volvo или Saab.

### Личная экипировка
Почти все полицейские экипированы поясным ремнём с пистолетной кобурой, дополнительным магазином, раскладной полицейской дубинкой, наручниками, рацией, мобильным телефоном, газовым баллончиком, ключами и перчатками. Официально используемые модели пистолетов: SIG-Sauer P226, P228 и P239. В дополнительную экипировку входят средства защиты головы и тела различного вида, обычная полицейская дубинка и рация RAKEL. Все полицейские обязаны носить идентификационный знак.

### Радиосвязь
Полиция Швеции использует цифровые рации RAKEL (RadioKommunikation för Effektiv Ledning) и систему шифрования TETRA. Эти устройства позволяют вести переговоры в том числе с пожарными и медицинскими службами. Каждая рация имеет код из 7 цифр, первая обозначает принадлежность к службам: 1 — полиция, 2 — пожарные, 3 — медики. Последние две цифры определяют уровень полицейского, например, 00 — командир, как правило, сержант. RAKEL обеспечивает 95 % покрытия территории страны, исключение составляют горные районы. В эту зону попадает 99,85 % шведского населения.

### Галерея

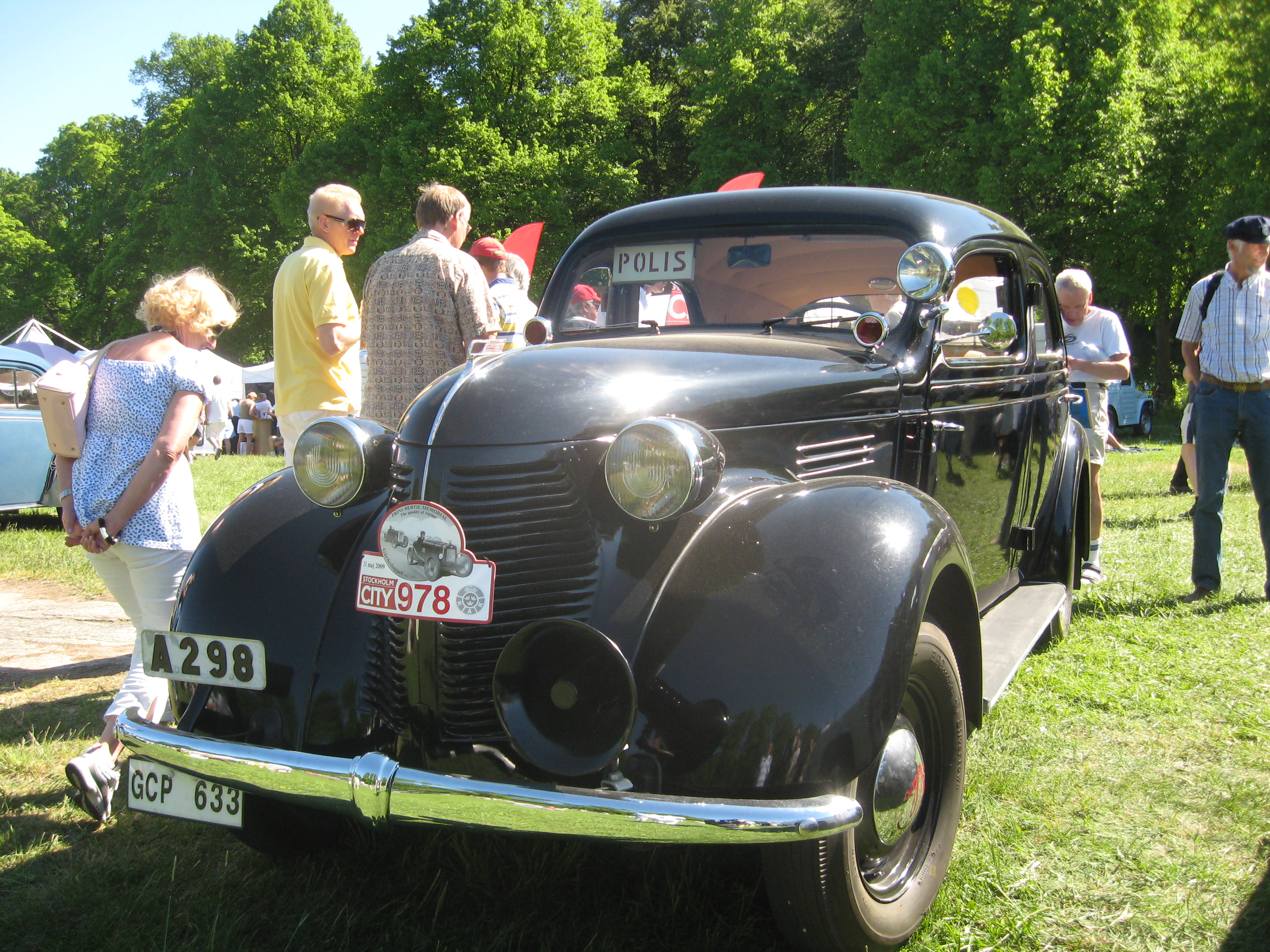
Volvo PV56 — полицейский автомобиль 1939 года
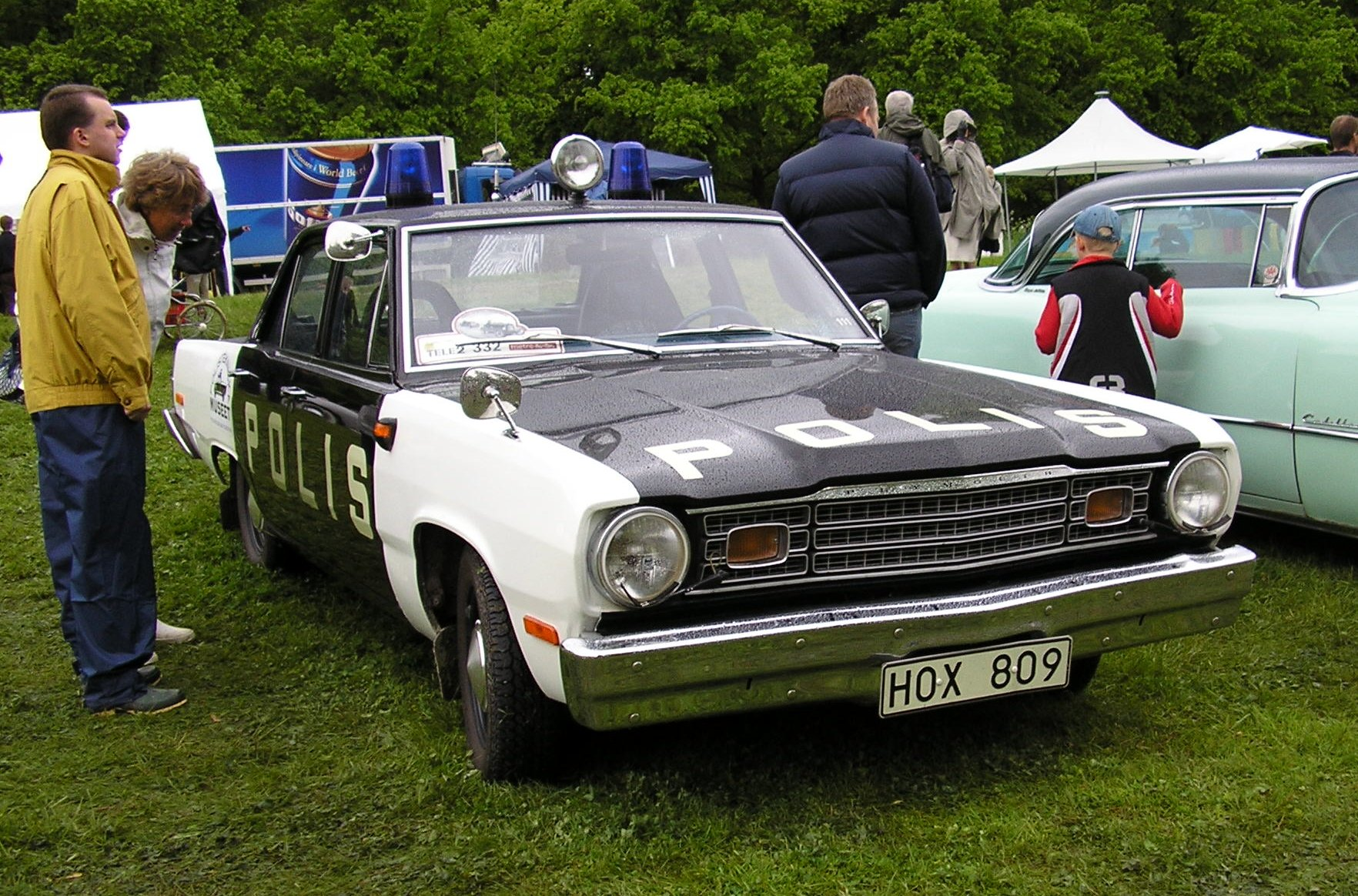
Plymouth Valiant —  1974 года в чёрно-белой раскраске
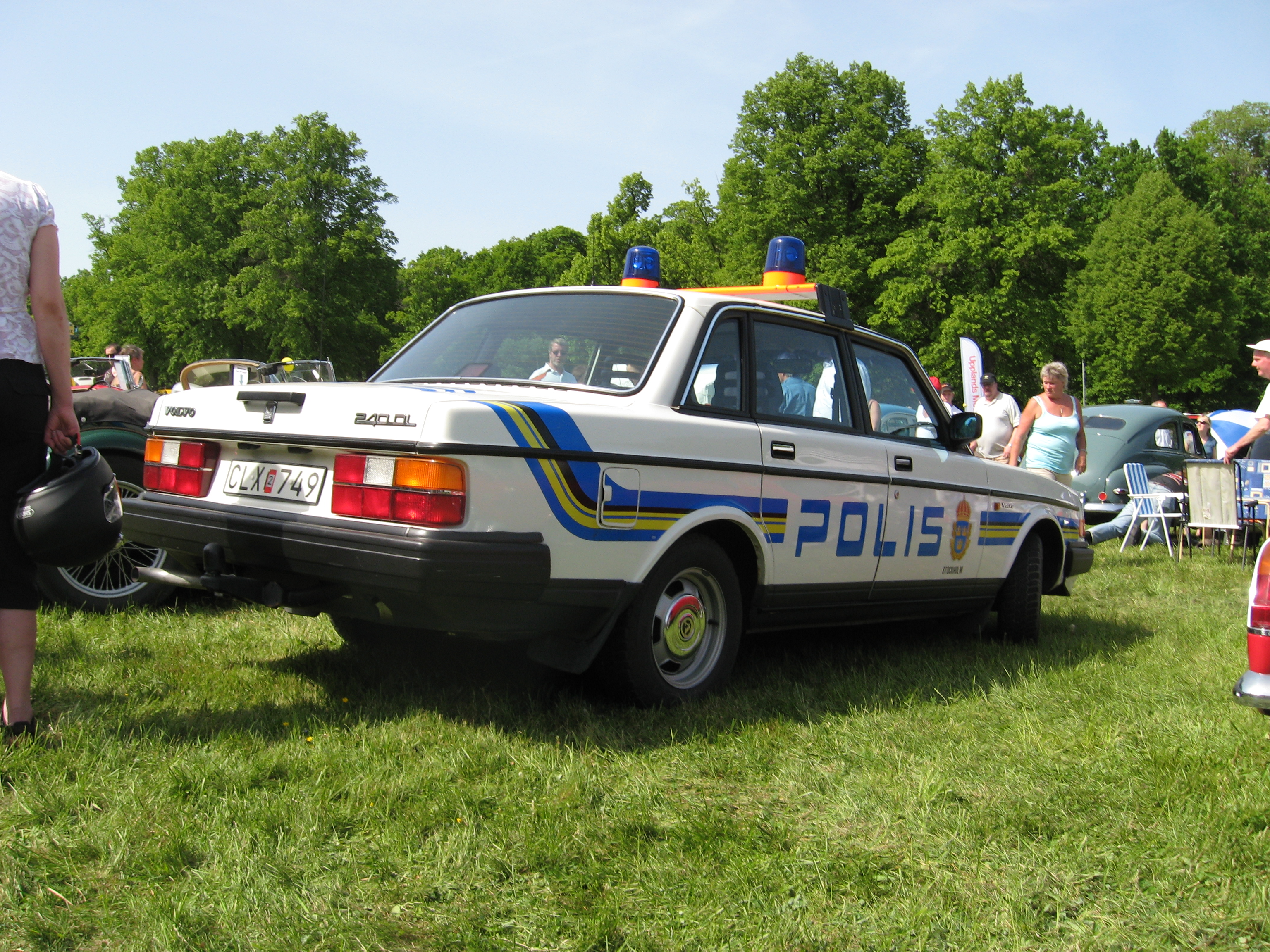
Volvo 244 в раскраске середины 1980-х — начала 1990-х годов
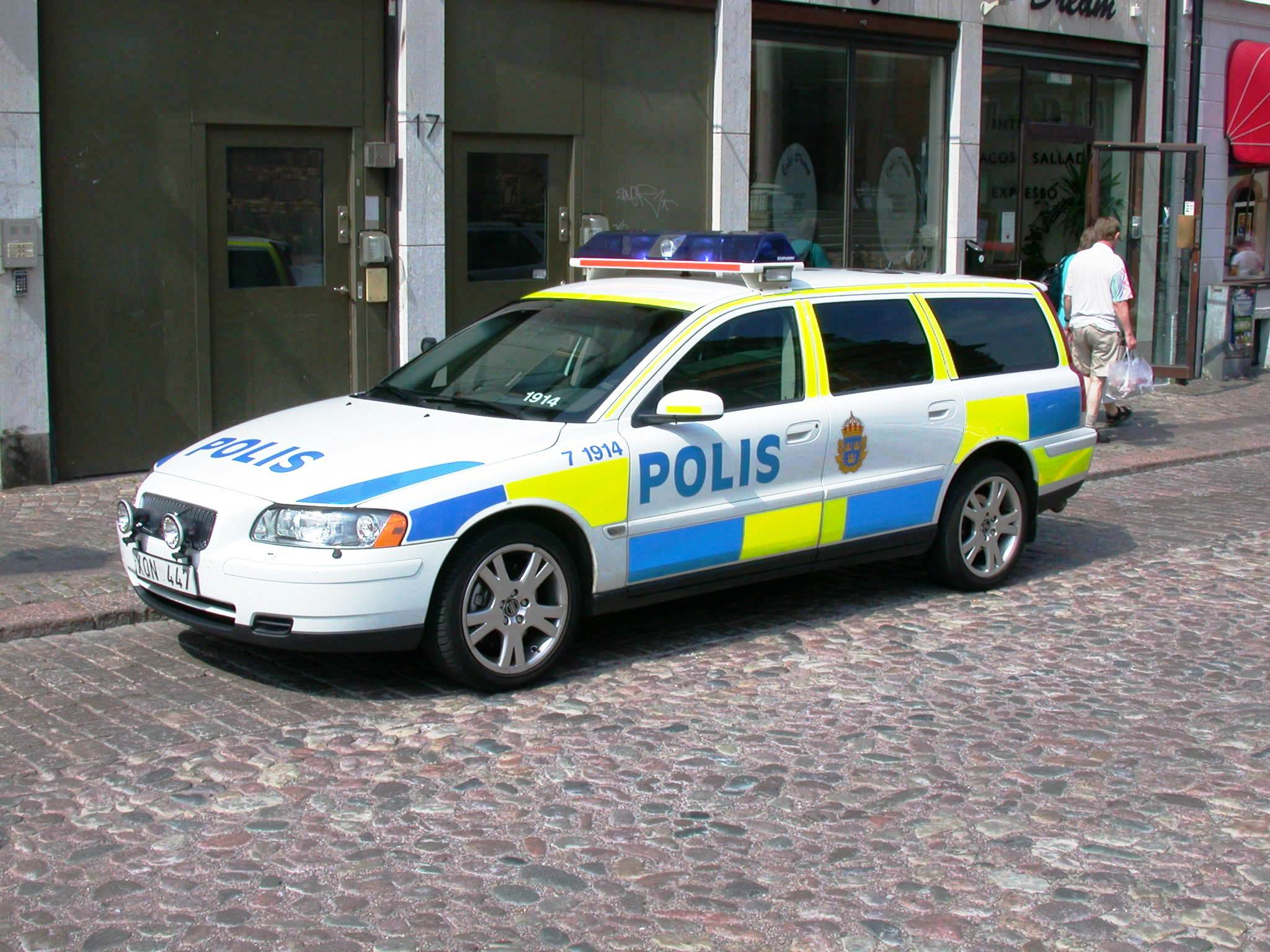
Volvo V70 — шведский полицейский автомобиль в современной раскраске
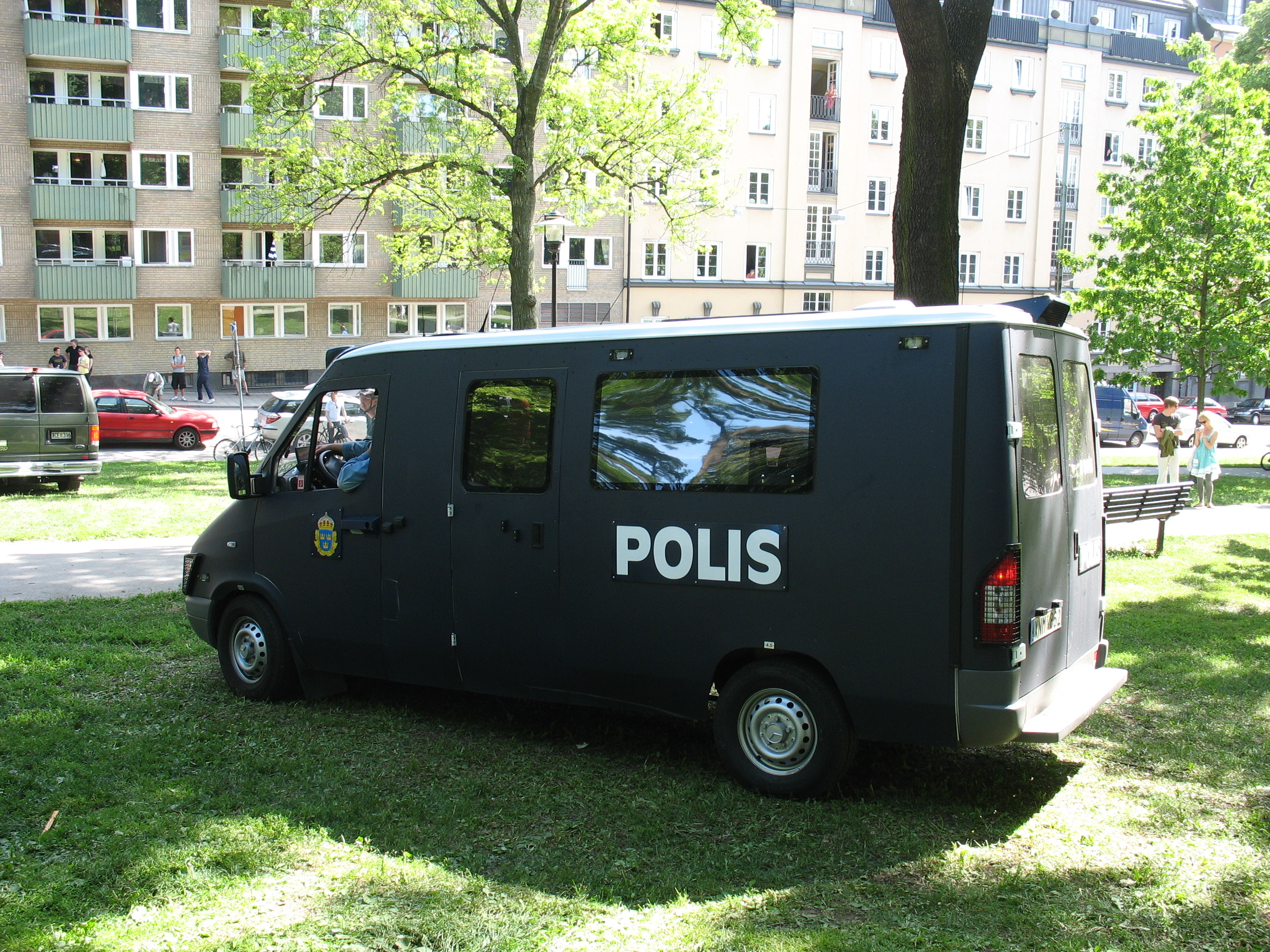
Шведский полицейский автомобиль для противодействия бунтам
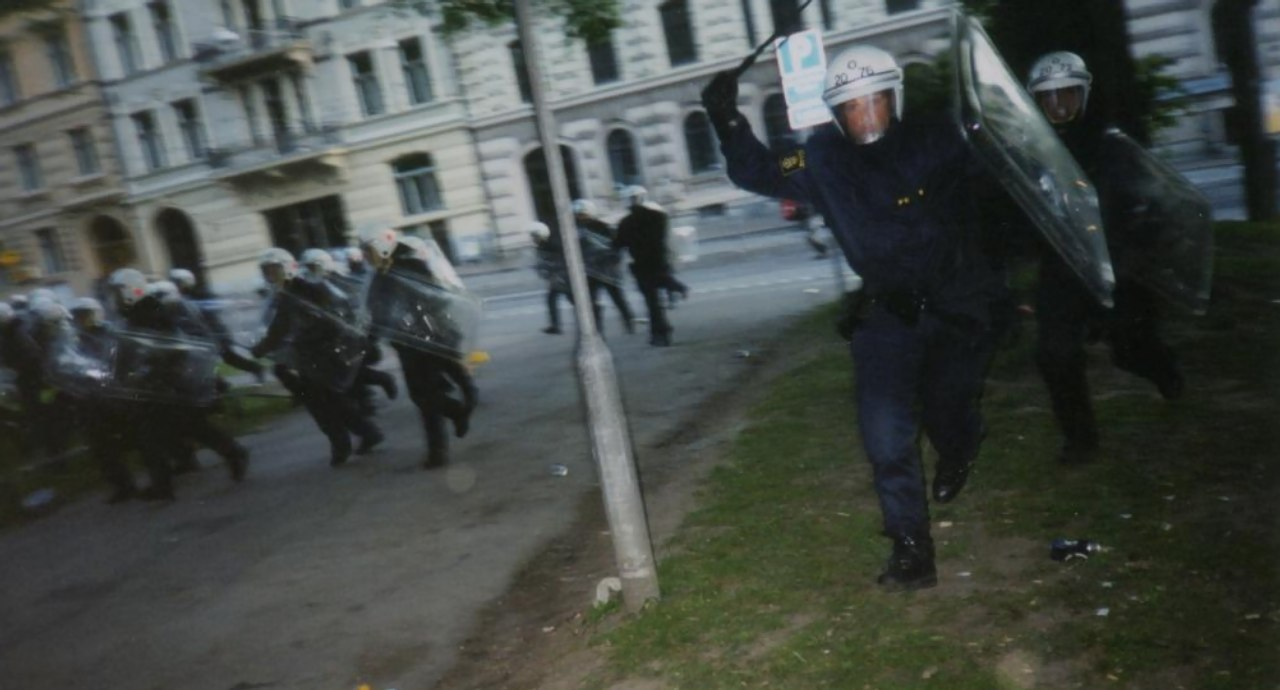
Действия против демонстрантов во время протестов в Гётеборге в 2001 году
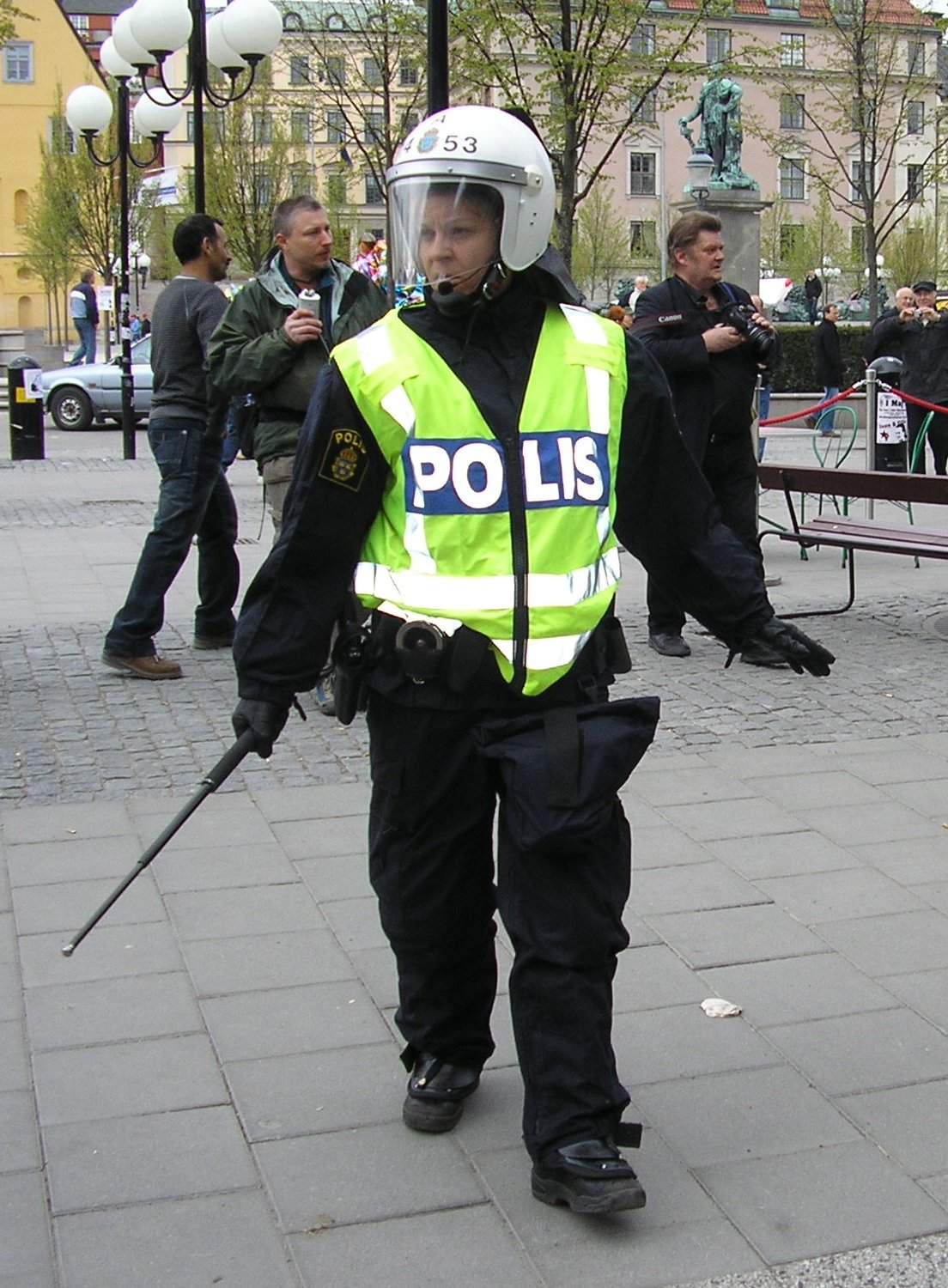
Современное обмундирование полицейского, противодействующего бунтам